# Lucie Theodorová
Lucie Theodorová (Studénka, 18 dicembre 1982) è un'ex attrice pornografica ceca.

## Biografia
Ha iniziato la sua carriera nel 2003 posando per dei siti internet e per riviste come Playboy (edizione italiana del giugno 2003), Penthouse (maggio 2005) o Hustler.
Ha preso parte a molti film pornografici, recitando tra gli altri con Pierre Woodman, Neeo e Rocco Siffredi.
Attualmente lavora come escort a Praga.

## Filmografia
- Cleopatra 1 (2003)
- Hustler XXX 18 (2003)
- Rabbit Girls 4 (2003)
- Rabbit Girls 6 (2003)
- What I Really Wanna Do is Direct (2003)
- Private Life of Jessica May (2004)
- European Gonzo 2 (2006)
- European Gonzo 6 (2006)
- Big Ass Adventure 1 (2007)
- Big Black Beast 8 (2007)
- Big Phat Wet Asses 1 (2007)
- Chick All Hardcore 11 (2007)
- College Girls 1 (2007)
- Cream Pie POV 8 (2007)
- Diplomarbeit Ficken (2007)
- Exchange Students 3 (2007)
- Fucker Takes All (2007)
- Gangland Cream Pie 13 (2007)
- Girls on Video (2007)
- Les Petites etrangères (2007)
- Lick Land 1 (2007)
- Private Tropical 32: Summer Sex Job In Guadaloupe 1 (2007)
- Private Tropical 33: Summer Sex Job In Guadaloupe 2 (2007)
- Private Xtreme 35: Ibiza Sex Party 2 (2007)
- Public Invasion 3 (2007)
- Russian Institute: Lesson 9 (2007)
- Sanctuaire (2007)
- Seductive 7 (2007)
- Teen Tryouts Audition 52 (2007)
- Throat Bangers 17 (2007)
- Art of Sex (2008)
- BFF's Best Fucking Friends 2 (2008)
- Bimbo Club 2: Atomik Boobs (2008)
- Bisexual 4somes 10 (2008)
- Drunk Sex Orgy: Euroslut Hotel (2008)
- Drunk Sex Orgy: Pump It Up (2008)
- Drunk Sex Orgy: Pussy Blizzard (2008)
- Drunk Sex Orgy: Pussy Casino (2008)
- Drunk Sex Orgy: Sex Games (2008)
- European Hotties 11 (2008)
- Girls from Prague 1 (2008)
- I Love My Gynaecologist 9 (2008)
- Infermiere a domicilio (2008)
- Naked Dreams 1 (2008)
- Private Specials 10: Smoking Sluts (2008)
- Private Specials 5: Girls with Glasses (2008)
- Private Xtreme 40: Ibiza Sex Party 5 (2008)
- Private XXX 40: Dirty Sluts Fucking Hard (2008)
- Rocco: Animal Trainer 25 (2008)
- School Girls 2 (2008)
- Secretaries 1 (2008)
- Seductive 8 (2008)
- Sisters of Sappho 2 (2008)
- Summer Camp Secrets (2008)
- Trampy Lingerie 1 (2008)
- Art of Kissing 3 (2009)
- Fetish Sins (2009)
- Have a Happy Fucking Birthday (2009)
- Hell Is Where the Party Is (2009)
- Lick Him Stick In 11 (2009)
- Office Adventures (2009)
- Play Bi Four 3 (2009)
- Private Specials 14: Lena Cova's First Gangbang (2009)
- Woodman Casting X 68 (2009)
- All Venus No Penis 1 (2010)
- Amy Azurra's Gallery (2010)
- Intime Fantasie 2 (2010)
- Mork and Mandy (2010)
- Only Good Man (2010)
- Anal and Facial Assassination (2011)
- Best of Porn Superstar POV (2011)
- Subtle Fragrance of Her Private Parts (2012)
- Fuck My Wife I'll Do the Barmaid (2013)